# ماهیچه بالاخاری
ماهیچه بالاخاری (انگلیسی: Supraspinatus muscle) یکی از ماهیچه‌های گرداننده شانه است که خاستگاه آن از استخوان کتف شروع شده و از طرف دیگر توسط تاندون مشترکشان به کمی پایین‌تر از سر استخوان بازو متصل می‌شود. به ماهیچه بالاخاری، عضله فوق خاری و عضله سوپرا اسپیناتوس هم گفته‌اند.
ماهیچه بالاخاری از دو سوم داخلی حفره سوپرا اسپیناتوس استخوان کتف (اسکاپولا) و فاسیای عمقی پوشاننده عضله مبدأ می‌گیرد. وتر سوپرا اسپیناتوس از زیر اکرومیون می‌گذرد و در حالی که به وسیلهٔ بورس ساب اکرومیال از استخوان جدا شده‌است از بالای مفصل گلنو هومرال عبور می‌کند و به رویه فوقانی تکمه بزرگ استخوان بازو و کپسول مفصل شانه می‌چسبد.
عصب دهی عضله توسط عصب سوپرا اسکاپولار انجام می‌شود.
این عضله شروع دور کردن بازو در مفصل گلنو هومرال و ثابت نگه داشتن سر هومروس در حفره گلنوئید در طی حرکات مفصل را به عهده دارد.

## کالبدشناسی
خاستگاه ← گودی بالا-خاری استخوان شانه، دوسوم داخلی حفره سوپرااسپیناتوس
پیوندگاه ← تکمه (توبرکول) بزرگ استخوان بازو
الیاف گوشتی عضله از زیر آکرومیون می‌گذرد و تبدیل به وتر می‌شوند و از روی مفصل شانه می‌گذرند و به بالاترین رویه (facet) سه‌گانه تکمه بزرگ بازو (گریت توبرکول) اتصال می‌یابد.
خون رسانی ← شریان سوپرااسکاپولار
عصب‌گیری ← از عصب بالای کتفی (سوپرااسکاپولر) ر ← C5,C6
کار ← دور کردن بازو، شروع ابداکشن بازو (ادامه حرکت با عضله دلتوئید است)

## نگارخانه

Position of the supraspinatus muscle (shown in red). Animation.
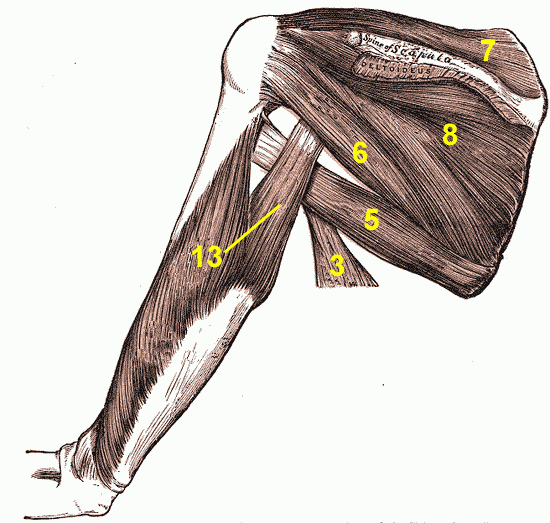
Muscles around the left شانه (بدن), seen from behind. ۳. عضله پشتی بزرگ ۵. ماهیچه گرد بزرگ ۶. عضله گرد کوچک 7. Supraspinatus muscle ۸. عضله تحت خاری 13. long head of ماهیچه سه‌سر بازویی.
Action of right supraspinatus muscle, anterior view. Three bones shown are acromion (top) and coracoid process (center) of scapula, and humerus (left).
Diagram of the human shoulder joint, anterior view
Diagram of the human shoulder joint, posterior view
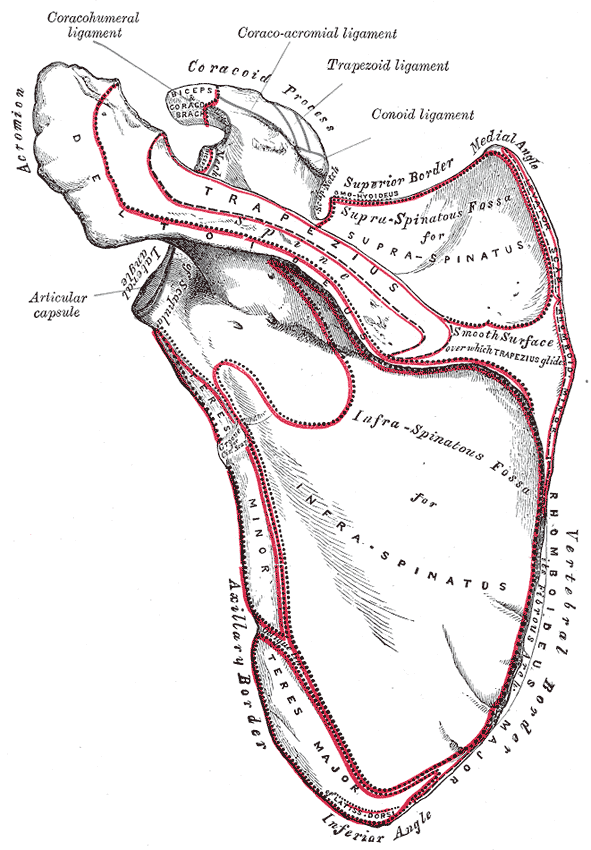
Left scapula. Dorsal surface.
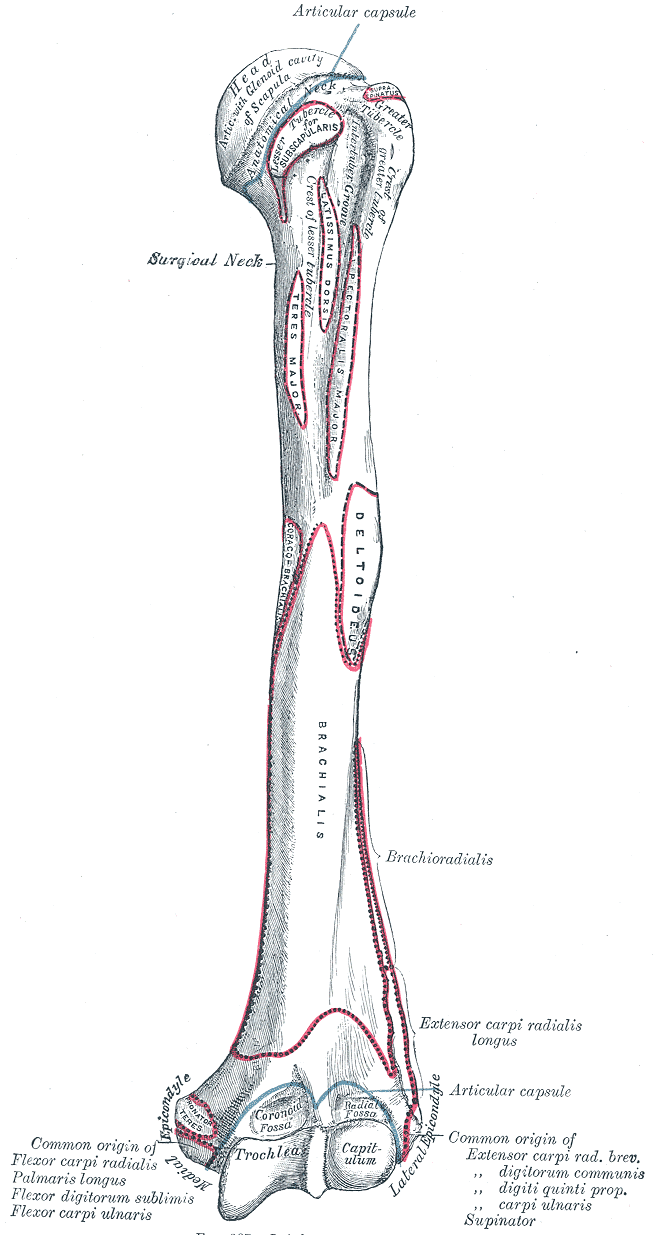
Left humerus. Anterior view.
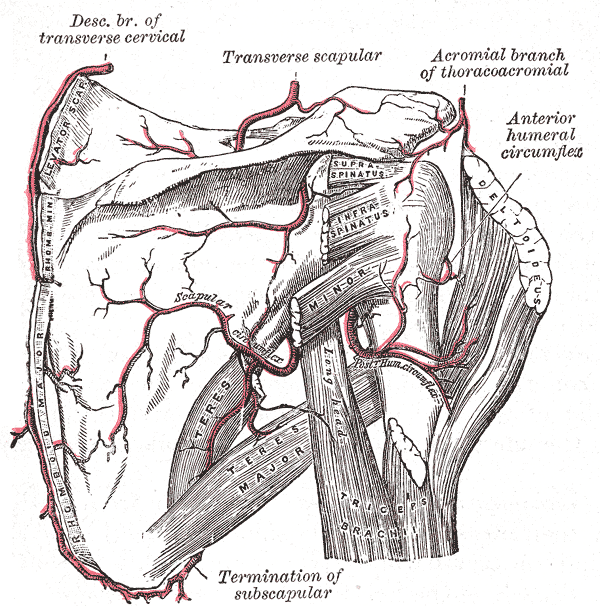
The scapular and circumflex arteries.
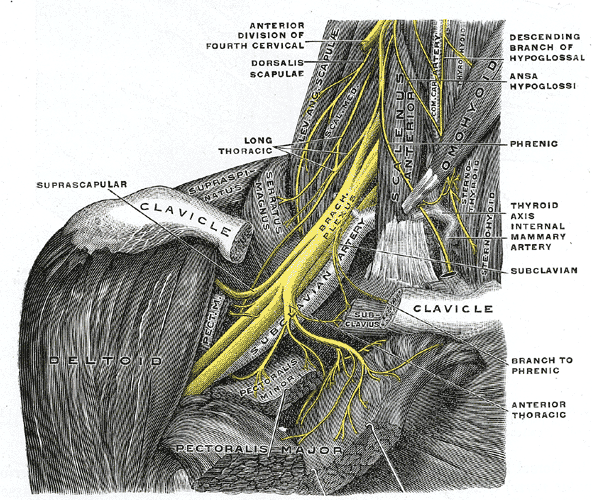
The right brachial plexus with its short branches, viewed from in front.
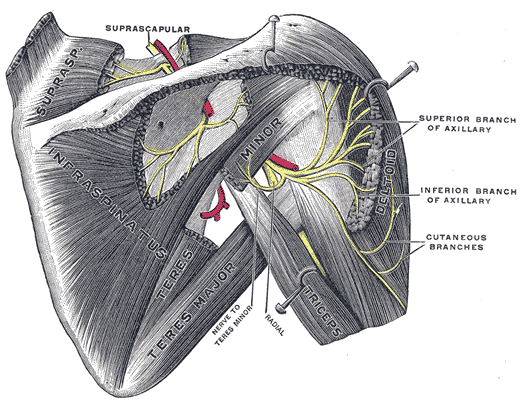
Suprascapular and axillary nerves of right side, seen from behind.
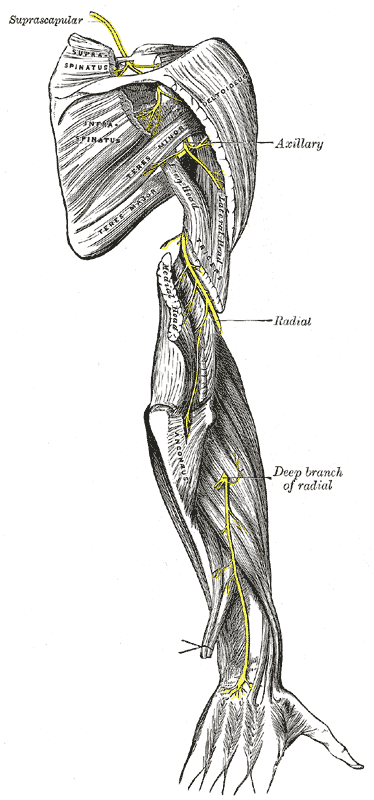
The suprascapular, axillary, and radial nerves.

- Muscles around the left شانه (بدن), seen from behind.
۳. عضله پشتی بزرگ
۵. ماهیچه گرد بزرگ
۶. عضله گرد کوچک
7. Supraspinatus muscle
۸. عضله تحت خاری
13. long head of ماهیچه سه‌سر بازویی.
- Action of right supraspinatus muscle, anterior view. Three bones shown are acromion (top) and coracoid process (center) of scapula, and humerus (left).
- Diagram of the human shoulder joint, anterior view
- Diagram of the human shoulder joint, posterior view
- Left scapula. Dorsal surface.
- Left humerus. Anterior view.
- The scapular and circumflex arteries.
- The right brachial plexus with its short branches, viewed from in front.
- Suprascapular and axillary nerves of right side, seen from behind.
- The suprascapular, axillary, and radial nerves.